# ドロシー・グッド
ドロシー・グッド（Dorothy Good、1687年/1688年頃 - ?）は、ウィリアム・グッドとサラ・グッドの娘。ドロシーと母親のサラは、1692年のセイラム魔女裁判の初期に、魔女術を行った容疑で告発され、ドロシーは当時4歳で、治安判事の尋問を受けた。メアリー・ウォルコットとアン・パットナム・ジュニアは、その子が狂乱しており、動物のように頻りに噛み付くと主張した。
ドロシーは1692年3月24日に逮捕されてから、1692年12月10日に50ポンドが支払われることによって釈放されるまで、勾留されていた。